# Полет Годар
Полѐт Годар (на английски: Paulette Goddard) е американска филмова и театрална актриса, родена през 1910 година, починала през 1990 година. От 1960 г. има звезда на Холивудската алея на славата.
Името ѝ добива световна известност още през периода на нямото кино, когато през 1936 година излиза филмът на Чарли Чаплин Модерни времена, където тя е негова партньорка. Нещо повече, през същата година двамата сключват брак (втори за нея), който продължава до 1942 година. Преди да се разделят, Годар се снима в още един от шедьоврите на Чаплин – Великият диктатор (1940).
През 1940-те години актрисата е сред водещите холивудски звезди на студиото Парамаунт Пикчърс. За изпълнението си във филма So Proudly We Hail! (1943) тя е номинирана за награда Оскар за най-добра поддържаща женска роля. След Чаплин Годар се омъжва още два пъти, отново за известни и забележителни мъже. През 1940-те тя е съпруга на холивудския актьор и режисьор Бърджис Мередит, а през 1960-те е в брачен съюз с големия германски писател Ерих Мария Ремарк.

## Биография и кариера

### Произход и младежки години
Полет Годар е родена като Марион Полѐт Леви на 3 юни 1910 година в нюйоркския район Куинс. Тя е единствено дете на Джоузеф Ръсел Леви от еврейски произход и Алта Мей Годар – протестантка с английски корени. Родителите ѝ се разделят още в нейната детска възраст. Полѐт посещава гимназията „Washington Irving High School“ в Манхатън, където по същото време учи и друга бъдеща звезда – актрисата Клеър Тревър. Чичо ѝ Чарлз Годард помага на младата Полѐт да си намери работа като модел и като едно от момичетата в спектаклите Зигфрид Фоли, играни на Бродуей.

## Избрана филмография
| Година | Филм                   | Оригинално заглавие    | Роля          | Режисьор     |
| ------ | ---------------------- | ---------------------- | ------------- | ------------ |
| 1936   | Модерни времена        | Modern Times           | Мауди Триплет | Чарли Чаплин |
| 1938   | Млад по сърце          | The Young in Heart     | Лесли Сандърс |              |
| 1939   | Жените                 | The Women              | Мириам Ааронс | Джордж Кюкор |
| 1939   | Котката и канарчето    | The Cat and the Canary | Джойс Норман  |              |
| 1940   | Великият диктатор      | The Great Dictator     | Хана          | Чарли Чаплин |
| 1940   | Second Chorus          | Second Chorus          | Елън Милър    |              |
| 1943   | Горди Ви приветстваме! | So Proudly We Hail!    | Джоан О`Доул  |              |
| 1945   | Котенце                | Kitty                  |               |              |
| 1947   | Непокорните            | Unconquered            | Абигейл Хейл  |              |